# Vicente Enrique y Tarancón
Vicente Enrique y Tarancón, španski rimskokatoliški duhovnik, škof in kardinal, * 14. maj 1907, Burriana, † 28. november 1994.

## Življenjepis
1. novembra 1929 je prejel duhovniško posvečenje.
25. novembra 1945 je bil imenovan za škofa Solsone; 24. marca naslednje leto je prejel škofovsko posvečenje.
12. aprila 1964 je postal nadškof Ovieda in 30. januarja 1969 nadškof Toleda.
28. aprila 1969 je bil povzdignjen v kardinala in imenovan za kardinal-duhovnika S. Giovanni Crisostomo a Monte Sacro Alto.
Med 3. decembrom 1971 in 12. aprilom 1983, ko se je upokojil, je bil nadškof Madrida.